# 松菊里遺跡

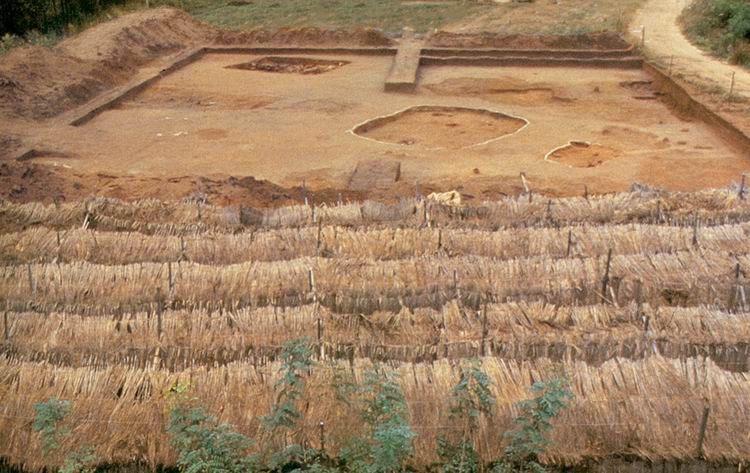
松菊里遺跡

松菊里遺跡（ソングンニいせき/しょうきくりいせき、韓国語：송국리 유적）は、韓国の忠清南道扶余郡にある中・後期無文土器時代（紀元前850～300年頃）の考古遺跡である。松菊里遺跡には、韓国の先史時代の研究において重要な集落と埋葬の痕跡が遺っており、大韓民国指定史跡第249号として指定されている。

## 概要
松菊里遺跡は、1975年に発掘が開始され、青銅器、大きな筒状の緑石のビーズ、丸い平面形状の竪穴建物などが発見された。その後、松菊里遺跡と同じような円形の竪穴建物が他の遺跡でも発見され、一連の共伴遺物も発見されたことから、考古学者らは松菊里遺跡を中期無文土器文化の典型的な遺構とみなして、松菊里遺跡や他の中期無文土器文化の遺跡にみられる特徴や遺物を「松菊里様式」と呼ぶようになった。特に「松菊里様式竪穴建物」は、韓国南部における中期無文土器時代の典型的な住居の名称となっている。この遺跡は、韓国国立中央博物館の支部によって何度も発掘調査がなされた。
竪穴建物群が、周囲約10万平方キロメートルの様々な場所で発見されており、松菊里では44軒の竪穴建物が発掘された。竪穴建物からは典型的な中期無文土器文化後期（紀元前700〜550年頃）の土器が出土しているが、一部の竪穴建物は後期無文土器文化のものと考えられている。遺跡の居住区の1つを囲むような大きな柵の遺構が発見されており、ここから考古学者は無文土器文化社会における対立・紛争について仮説を立てた。松菊里遺跡から数キロ以内の範囲では、同時代の小規模な集落が多数存在していた。
この遺跡には、中国遼寧式の青銅製短剣、多数の大きな筒状の緑石製装飾品、精巧に作られた挽石製短剣を持つ高位の石棺が含まれている。また多くの甕棺も出土している。
松菊里遺跡は石城川（ソクソンチョン/석성천）流域の小集落群の中心的な集落のひとつであり、無文土器文化中期には単純な部族社会を形成していたと考えられる。松菊里遺跡は韓国の先史時代の有名な遺跡の一つであり、馬韓、弁韓などの先史時代の部族国家国や、百済などの初期王国にみられる特徴を形成していた例が見られる。例えば、松菊里遺跡には、社会的地位の区別や、緑色の石や金属（遼寧式青銅短剣など）を埋葬に用いるなど、韓国の先史時代および古代において長期的にみられる傾向を示す証拠が発掘されている。そのため、朝鮮半島の社会や国家形成の起源を議論する際には、松菊里遺跡をはじめとする類似した年代の先史時代の遺跡（梨琴洞遺跡、大坪遺跡など）が参照されることになる。